# Benlyft

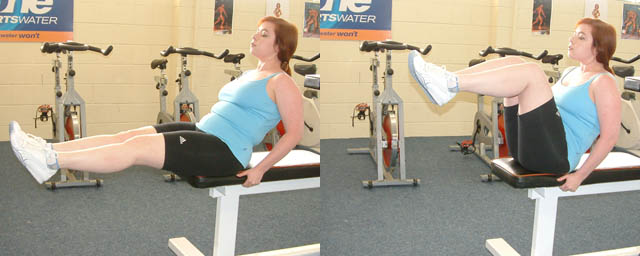
Benlyft från sittande

Benlyft är en styrketräningsövning för magmuskler och höftböjare. Den går ut på att man med benen fria och lyfter benen framåt/uppåt för att primärt anstränga de raka magmusklerna och sekundärt de sneda magmusklerna.